# 164

## Nașteri
- dată necunoscută: Macrinus  (d. 218)